# Chlorococcaceae
Chlorococcaceae, porodica zelenih algi u redu Chlamydomonadales. Pripada joj preko 130 vrsta u 38 rodova

## Rodovi
1. Apodochloris Komárek
2. Athroocystis West & G.S.West
3. Axilococcus Deason & Herndon
4. Borodinellopsis Dykstra
5. Capsochloris P.J.L.Dangeard
6. Chloracervus P.J.L.Dangeard
7. Chlorococcum Meneghini
8. Chlorohippotes R.H.Thompson ex R.H.Thompson & P.Timpano
9. Chlorolunula P.J.L.Dangeard
10. Closteridium Reinsch
11. Cystococcus Naegeli
12. Cystomonas Ettl & Gaertner
13. Emergococcus W.W.Miller
14. Emergosphaera W.W.Miller
15. Fasciculochloris R.J.McLean & Trainor
16. Ferricystis F.Hindák
17. Halochloris P.J.L.Dangeard
18. Kentrosphaeropsis V.M.Andreyeva & O.V.Gavrilova
19. Lautosphaeria T.R.Deason & W.R.Herndon
20. Nautococcus Korshikov
21. Neglectellopsis D.G.Vodenicarov
22. Neohalochloris Guiry
23. Neospongiococcum Deason
24. Octogoniella Pascher
25. Oophila F.D.Lambert ex N.Wille
26. Phaseolaria Printz
27. Pseudodictyococcus Andreyeva
28. Pseudoplanophila Ettl & Gärtner
29. Pseudospongiococcum Gromov & Mamkaeva
30. Pseudotrochiscia Vinatzer
31. Radiosphaera J.W.Snow
32. Skujaster D.G.Vodenicarov
33. Spongiochloris Starr
34. Spongiococcum Deason
35. Telmatoskene Fott
36. Tetracystis R.M.Brown, Jr & Bold
37. Ulotrichella Iyengar
38. Valkanoviella Bourrelly

## Vanjske poveznice
|  | Zajednički poslužitelj ima još gradiva o temi Chlorococcaceae |
|  | Wikivrste imaju podatke o taksonu Chlorococcaceae             |